# Kreuzgangstraße 5

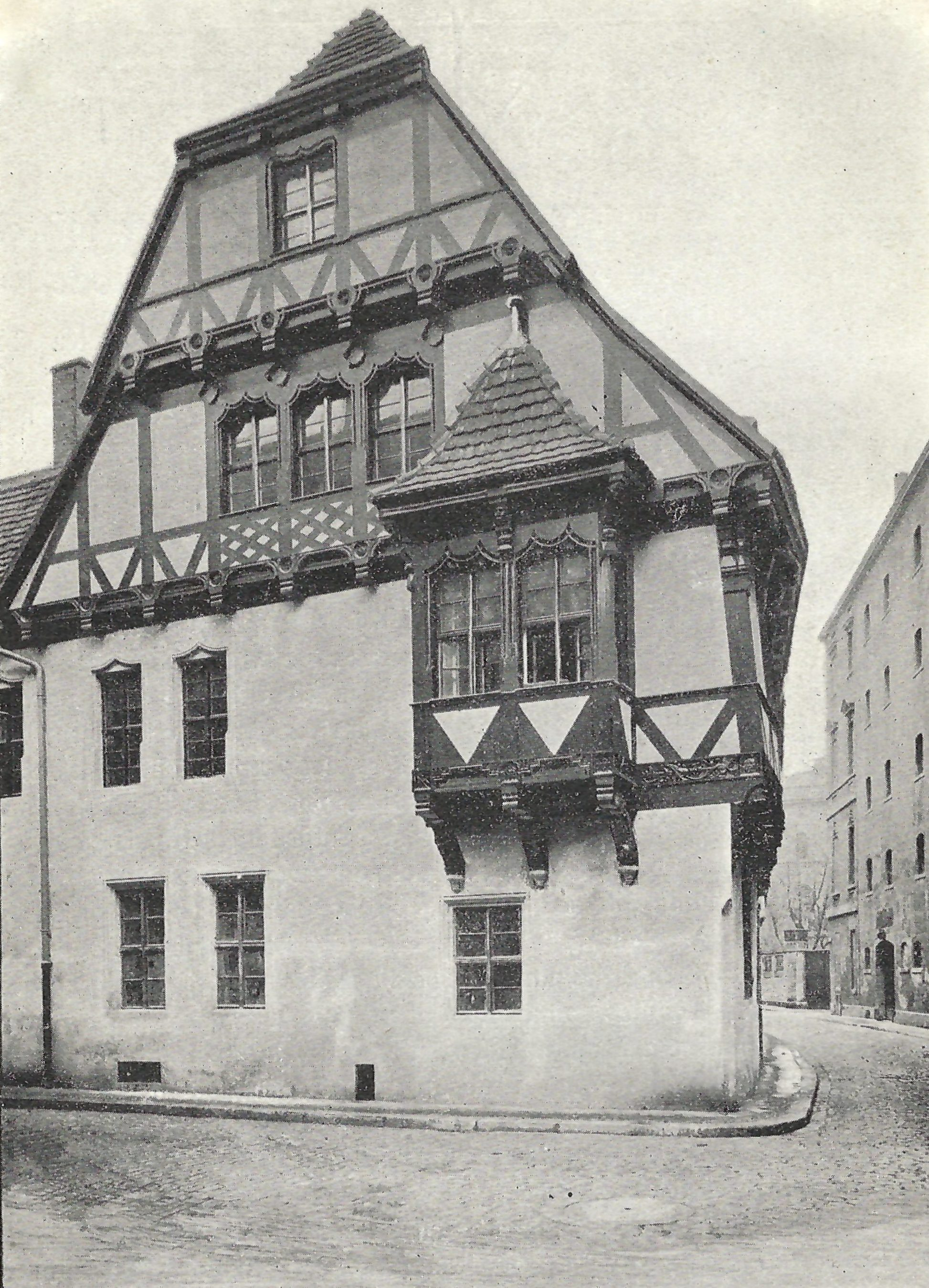
Haus Kreuzgangstraße 5 nach dem Umbau von 1899, Aufnahme spätestens 1902

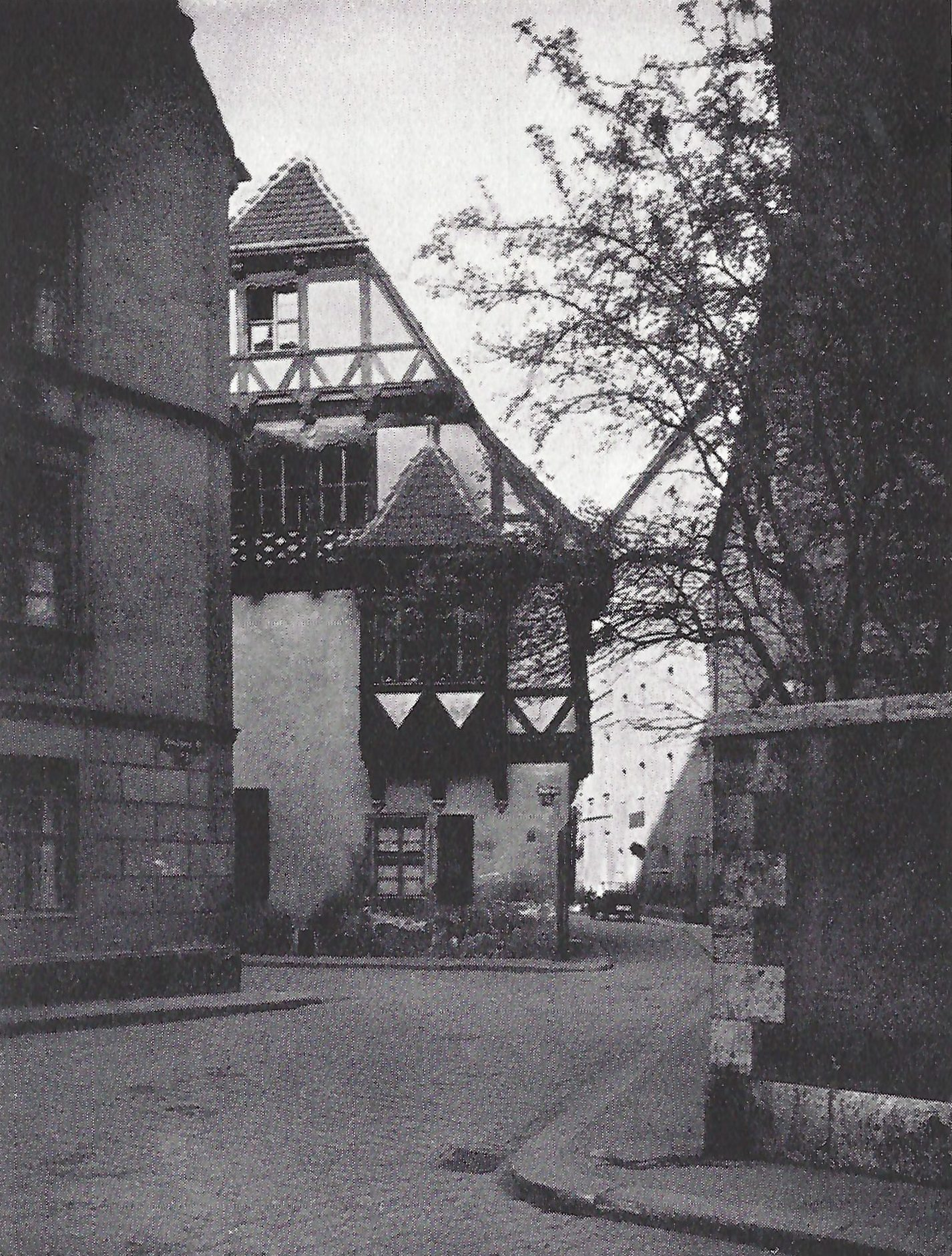
Kreuzgangstraße 5 in den 1920er Jahren

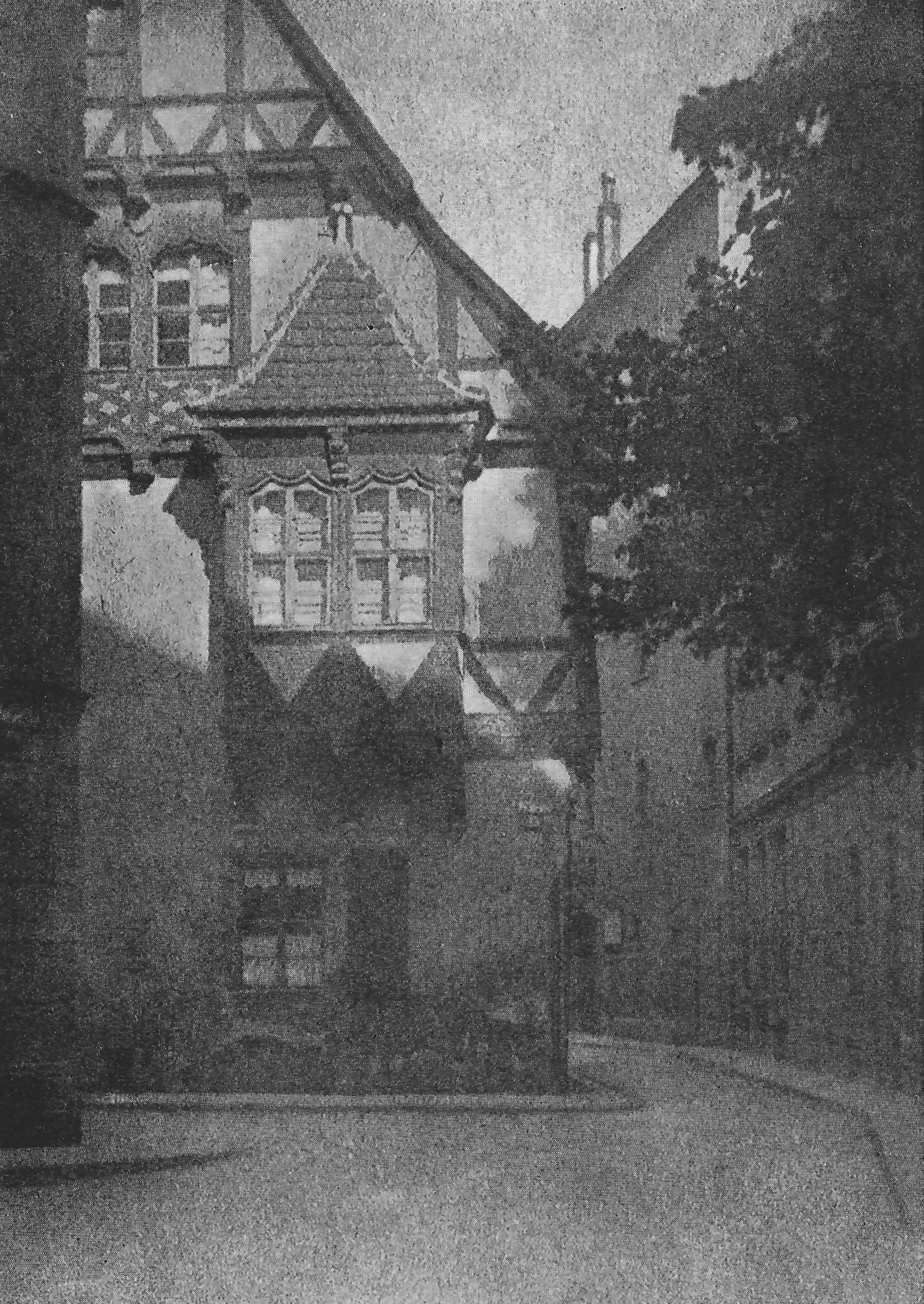
Künstlerische Schwarz-weiß-Fotografie von Rudolf Hatzold aus den 1920er Jahren

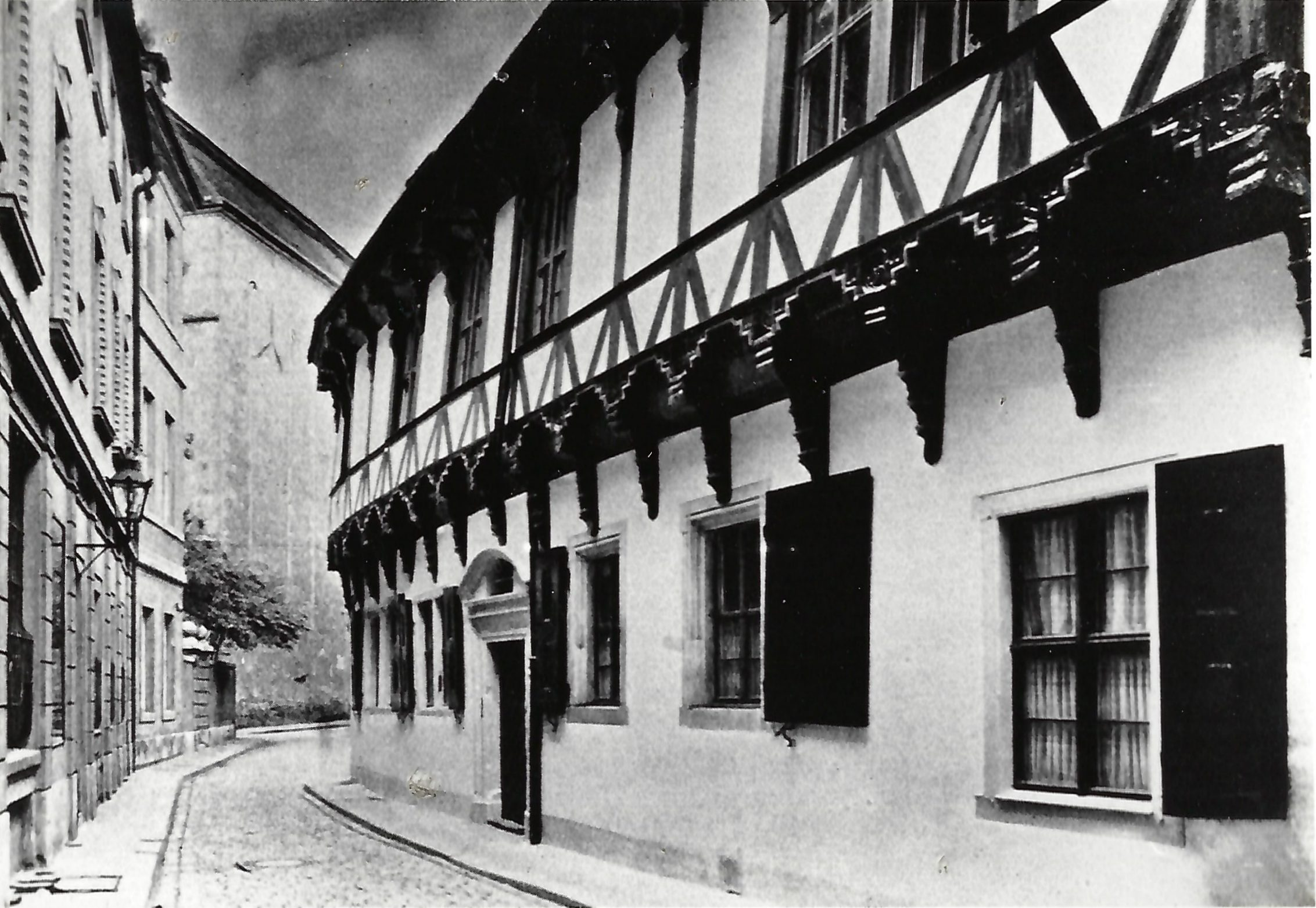
Südfassade zur Kreuzgangstraße

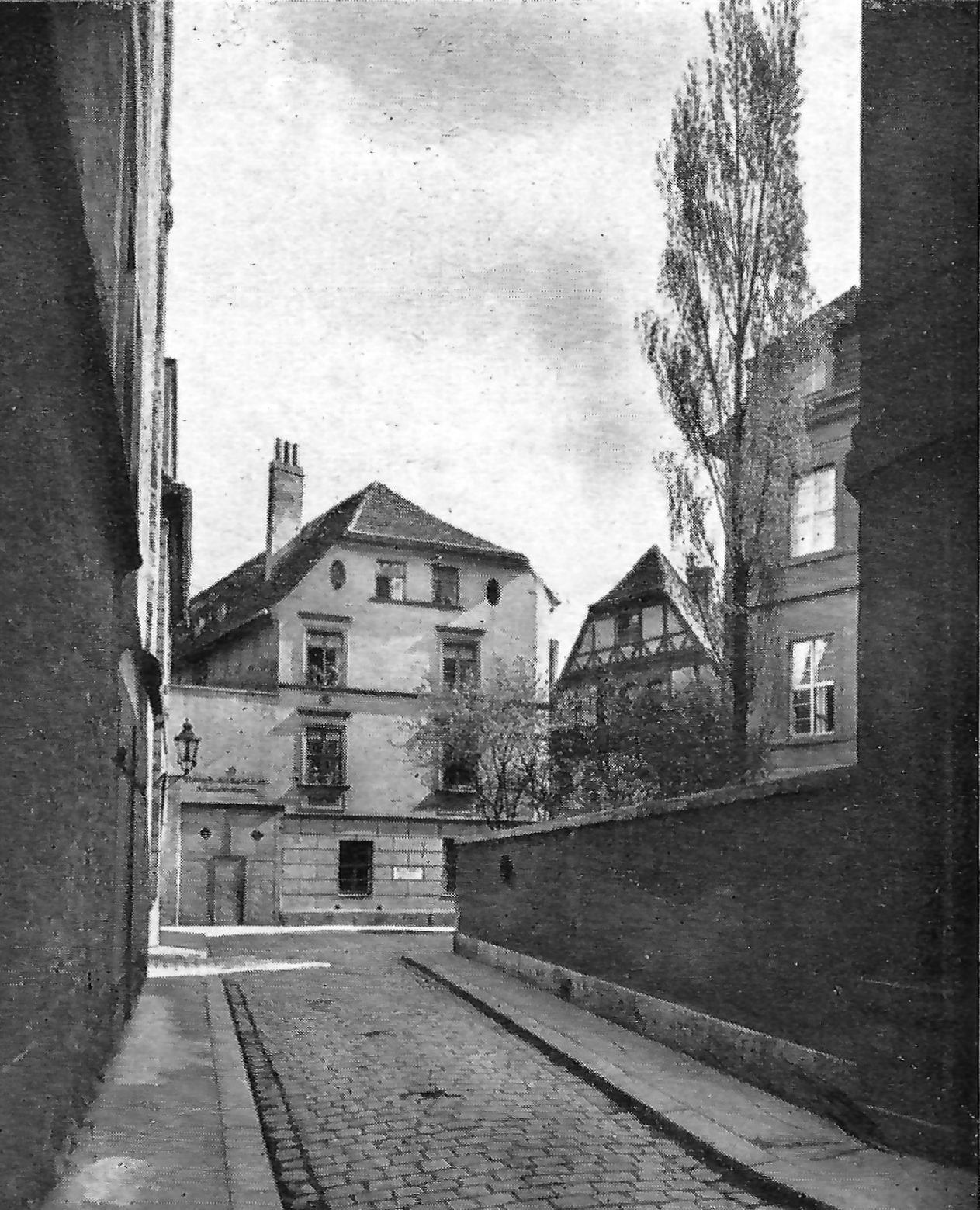
Blick von Süden auf die Kreuzgangstraße, hinten rechts das Haus Kreuzgangstraße 5, 1920er Jahre

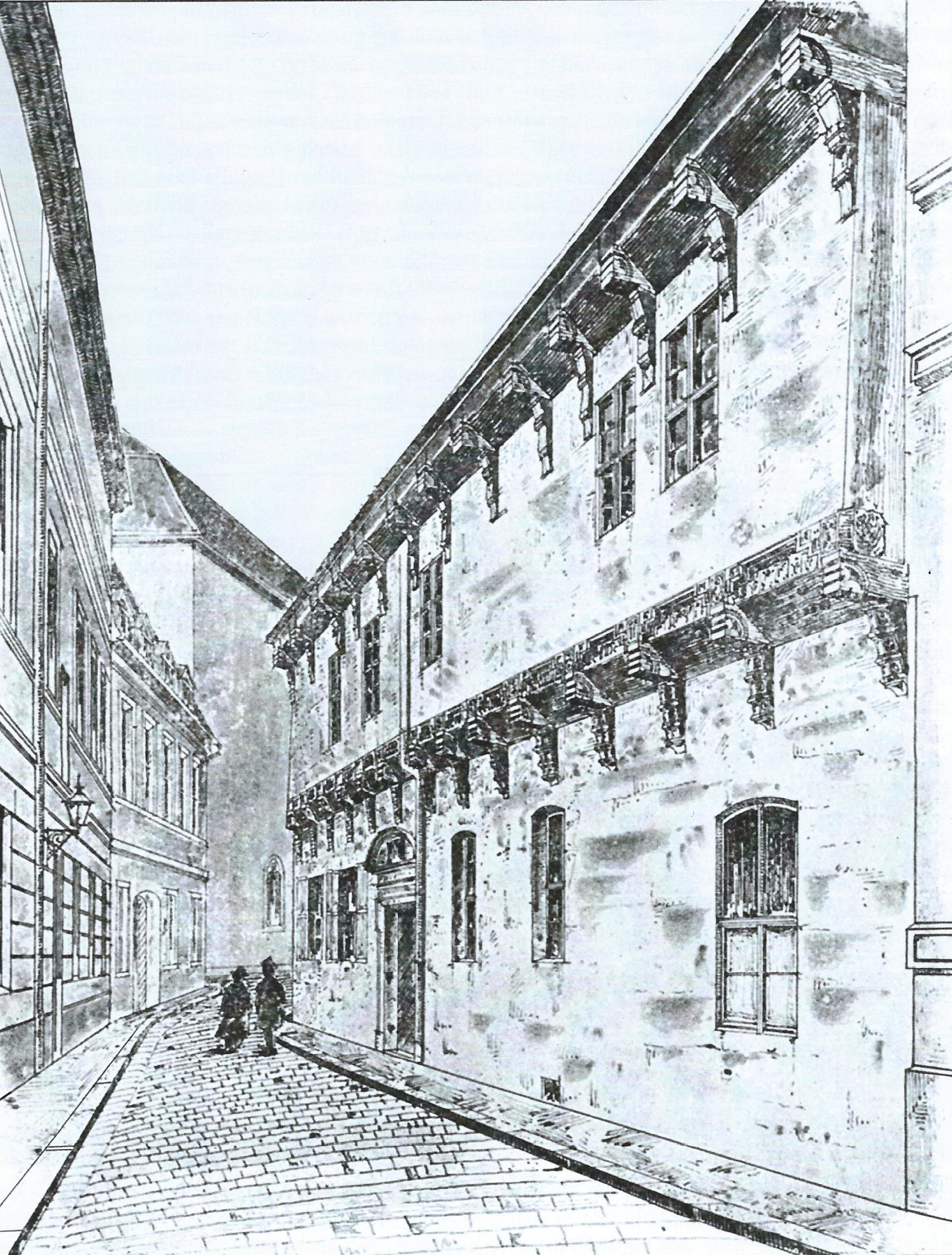
Blick von Osten durch die Kreuzgangstraße, vor dem Umbau von 1899, rechts: Kreuzgangstraße 5, links: Rückseite der nördlichen Bebauung des Domplatzes (heute südlicher Flügel des Landtages), Hintergrund: alte Sankt-Nikolai-Kirche

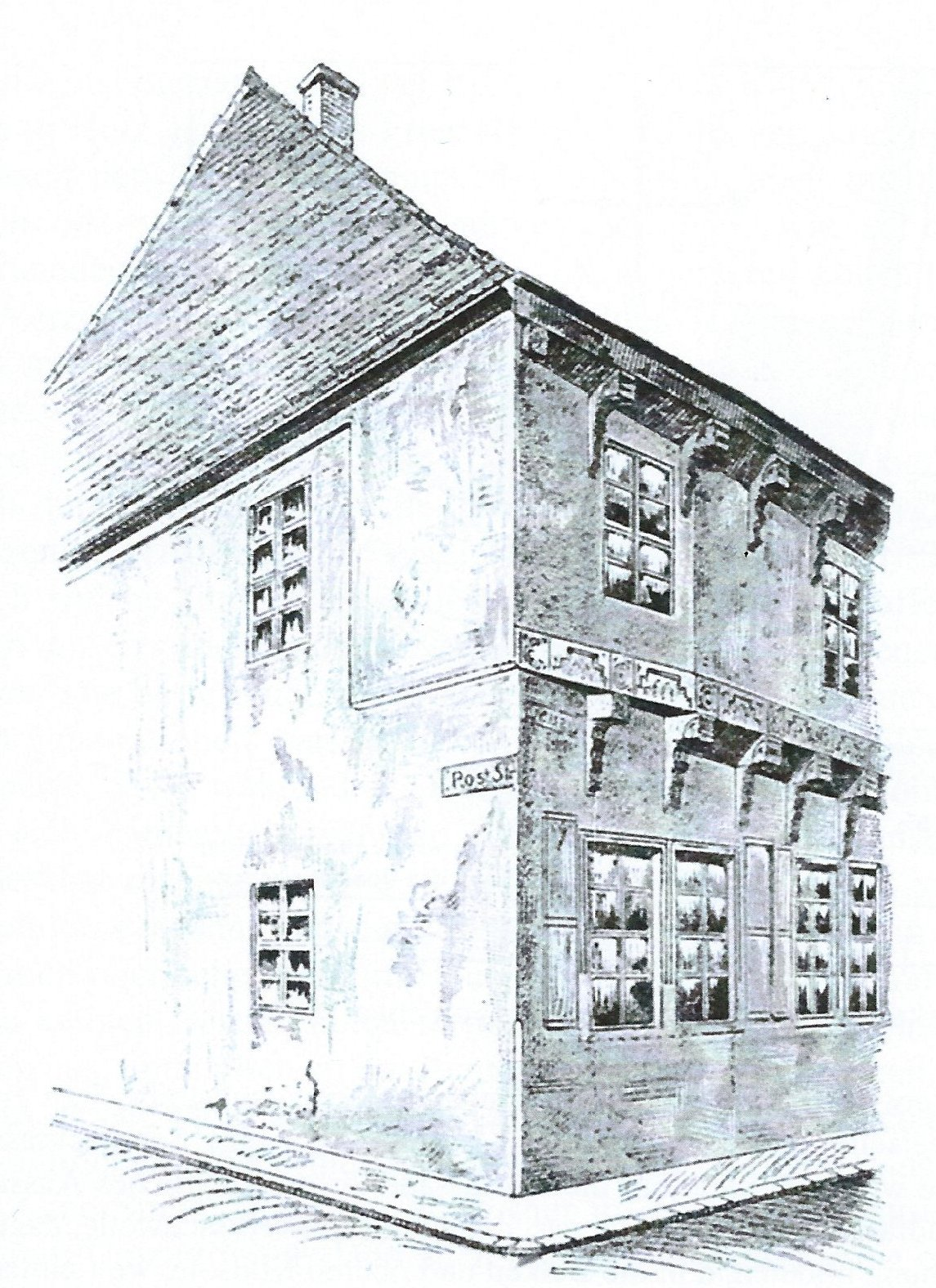
Blick von Südwesten, vor dem Umbau von 1899

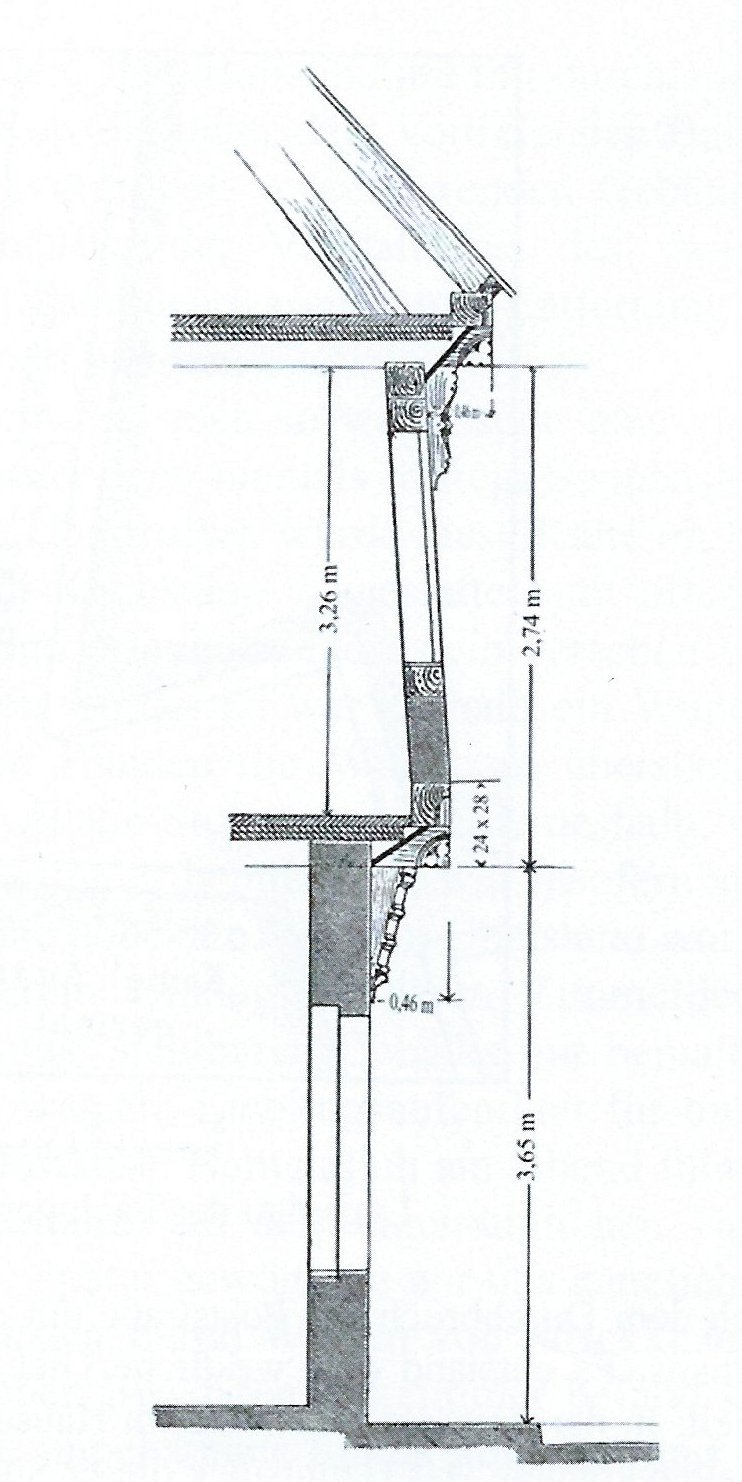
Blick von Westen, Querschnitt

Das Haus Kreuzgangstraße 5 war ein Wohnhaus in Magdeburg im heutigen Sachsen-Anhalt. Es wurde während des Zweiten Weltkriegs zerstört und gilt als verloren gegangenes Baudenkmal.

## Lage

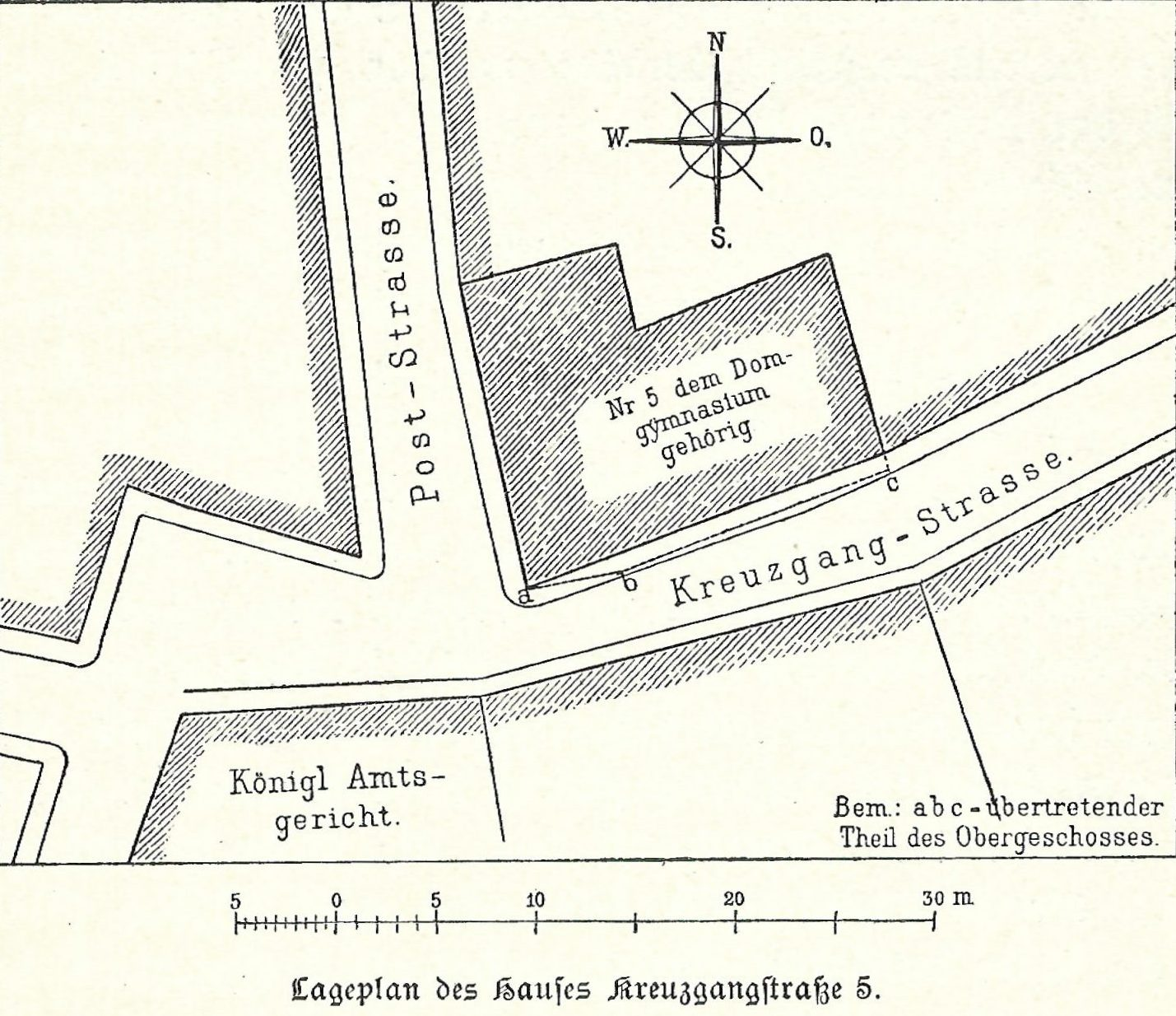
Lageplan, 1902, Die Südseite der damaligen Kreuzgangstraße entspricht dem heutigen sich am Domplatz entlangziehenden Südflügel des Landtags

Es befand sich in der Magdeburger Altstadt an der Ecke von Kreuzgang- und Poststraße. Westlich, auf der gegenüberliegenden Seite der Einmündung, befand sich das Gebäude Kreuzgangstraße 7. Durch den sich nicht an die gewachsene Struktur haltenden Wiederaufbau der Stadt nach dem Zweiten Weltkrieg, weicht der heutige Verlauf der Kreuzgangstraße deutlich von der ursprünglichen Lage ab. Auf dem ehemaligen Standort des Hauses Kreuzgangstraße 5 befindet sich heute (Stand 2022) der westliche Teil des Landtags von Sachsen-Anhalt. Die heutige Kreuzgangstraße verläuft an dieser Stelle in Nord-Süd-Richtung vom Domplatz kommend, westlich am Landtag und dem ehemaligen Standort des Hauses Kreuzgangstraße 5 vorbei.

## Architektur und Geschichte
Das zweigeschossige Gebäude war nach einer auf der rechten Seite über der Eingangstür im Gebälk des oberen Stockwerks befindlichen Inschrift (Anno 1506, andere Angaben nennen nur 1506, ohne Anno) im Jahr 1506 in Fachwerkbauweise errichtet worden und diente als Kurie des Nikolaistiftes. Andere Angaben nennen als Inschrift auf einem Balkenkopf wohl fälschlich die Angabe Anno 1546 oder nennen als Baujahr 1507. Ursprünglich war das Haus Teil der nördlichen Bebauung des Domplatzes, zu dem es traufständig ausgerichtet war. Westlich des Hauses, in der Kreuzgangstraße 4, befand sich die 1521 errichtete Dechanai von Sankt Nikolai. 1723 wurden die Gebäude Domplatz 7 bis 9, der heutige Südflügel des Landtages, davor gesetzt. Es entstand so die alte, parallel zur Nordseite des Domplatzes verlaufende Straße Im Kreuzgang, die den Breiten Weg im Westen mit der Regierungsstraße im Osten verband. Im 18. Jahrhundert wurde das Haus Kreuzgangstraße 5 zum Eckhaus, da westlich des Gebäudes von Norden her die Poststraße durchgebrochen wurde, die seit dem dort auf die Kreuzgangstraße mündete. Vermutlich erfolgte in diesem Zusammenhang auch ein Umbau der Westseite des Hauses. Das beschnitzte Schwellholz und der letzte hervortretende Balkenkopf am Fuße des Obergeschosses zeigten Spuren, dass sie abgeschnitten worden, um ein Zusammenpassen mit dem Westgiebel zu gewährleisten.
Das Haus erstreckte sich über eine Länge von etwa 15 Gefachen. Während das Erdgeschoss in massiver Bauweise aus Bruchstein ausgeführt wurde, war das vorkragende Obergeschoss als Fachwerkkonstruktion errichtet. Es bestanden Ständer mit Fußstreben und profiliertem Fensterriegel. An der Schwelle oberhalb des Erdgeschosses befanden sich Treppenfriese. Über den Balkenköpfen waren Maßwerkfüllungen eingesetzt. Darüber hinaus gab es Füllbretter sowie Wappenkonsolen mit Maßwerkschmuck in drei Bereichen. Insgesamt waren die Elemente reich verziert und ursprünglich farbig gestaltet, wobei sich die Farbgebung nicht erhalten hatte. Es wurde spekuliert, dass der ausführende Baumeister im Zusammenhang mit der Bauhütte des nahegelegenen Magdeburger Doms zu sehen sein könnte, der zur Bauzeit des Hauses noch nicht fertiggestellt war.
Sowohl das Obergeschoss als auch das Dachgesims kragten jeweils 46 Zentimeter vor. Ursprünglich ragte somit die Dachkante 92 Zentimeter in den Straßenraum. Allerdings neigte sich im Laufe der Zeit die Außenwand des Obergeschosses zurück, so dass der Dachbalken Anfang des 20. Jahrhunderts nur noch 75 Zentimeter über die Flucht des Erdgeschosses hinausreichte.
Das Gebäude verfügte über ein Renaissance-Sandsteinportal. Es wurde von einem Rundbogen überfangen, der ein Oberlicht bekrönte. Die rechteckigen Fensteröffnungen verfügten über mittelalterlich profilierte Gewände. Die im Gebälk befindliche Jahreszahl, befand sich, umgeben von Ornamenten zwischen zwei Konsolen und war erhaben geschnitzt.
Von 1619 bis 1640 war der Domherr Johann Ernst von Treschau (auch als von Treskow bezeichnet) Inhaber der Kurie. In seine Zeit fiel auch die Zerstörung der Stadt Magdeburg im Jahr 1631, bei der die Stadt zwar weitgehend zerstört wurde, das Haus Kreuzgangstraße 5, wie auch der benachbarte Bau Kreuzgangstraße 4 jedoch erhalten blieb. Ursächlich hierfür war ein westlich der Anwesen befindlicher Garten. Für den Zeitpunkt vor der Zerstörung der Stadt 1631 ist überliefert, dass 17 Menschen im Haus lebten. Neben von Treschau, seiner Familie und Dienerschaft lebten auch sechs Soldaten im Gebäude. Es wurde vermutet, dass die Erhaltung des Gebäudes mit einer Quartiernahme des Hauses durch Truppen Tillys zu erklären wäre.
Auf Johann Ernst folgte Daniel von Treskow. 1654 wurde Georg Levin von Arnstedt Inhaber der Kurie. Er hatte diese bis 1676 inne. 1687 war dann der Domherr Friedrich Asche von der Asseburg, 1702 der Domherr Franz Heinrich von Kramm Besitzer der Kurie. Letzterer verstarb 1724. Das Gebäude wurde in der Folge an Frau Oberst von dem Bussche vermietet, die einen Herrn von dem Bussche hineinsetzte. 1735 ist als Mieter Oberstleutnant von Münchhausen belegt.
Das Gebäude wurde sodann vom Domgymnasium Magdeburg genutzt. Im Jahr 1750 wohnte im Haus der Summissarius des Domgymnasiums. Für das Jahr 1782 liegt ebenfalls eine Erwähnung als Kurie des Summissarius vor. 1817 wird der Summissar Friedrich Blum für den Kreuzgang 5 erwähnt, der hier auch 1823 als Friedrich Christ. Blum geführt wird. Blum lebte hier zuletzt als Witwer gemeinsam mit seiner Tochter, der Predigerwitwe Möwes. Nach Blums Tod war beabsichtigt, das Haus an den Lehrer am Domgymnasium Friedrich Wilhelm Wolf zu geben. Allerdings weigerte sich die Witwe Möwes die Dienstwohnung zu räumen. Erst nach amtlicher Aufforderung verließ sie das Haus.

### Wohnnutzung durch die Familie Wolf ab etwa 1840

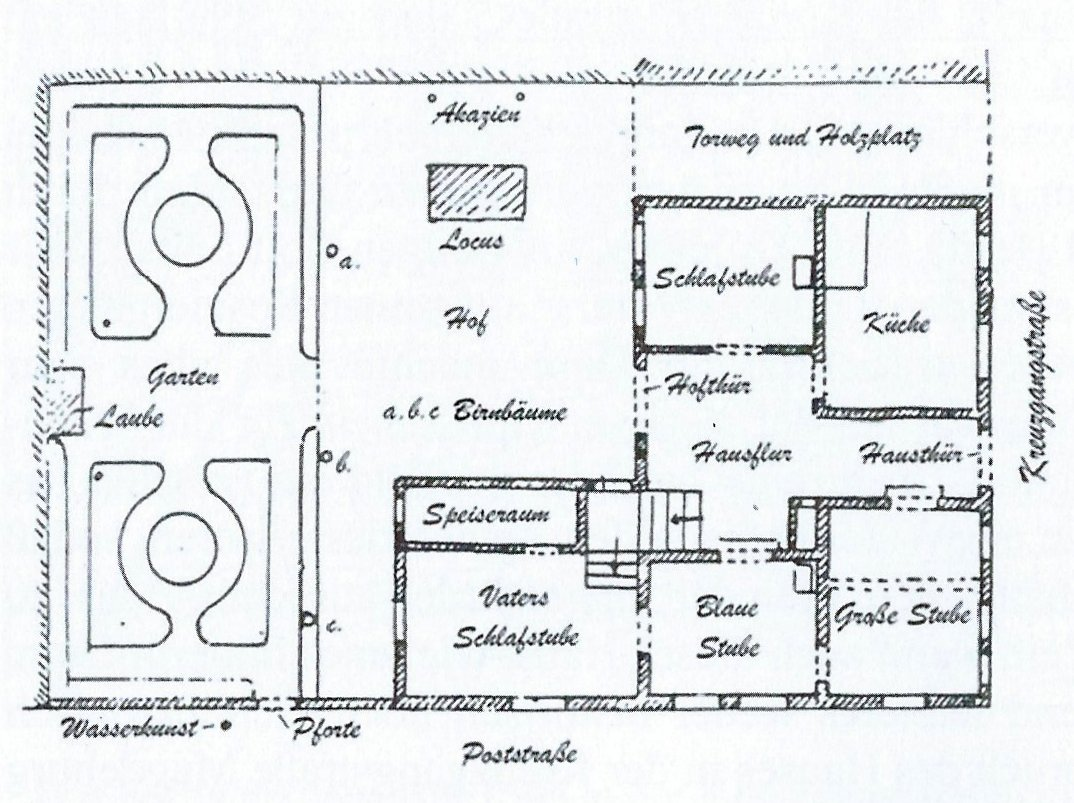
Grundriss des Erdgeschosses inklusive Hof und Garten in den 1840er Jahren, Zeichnung von Rudolf Wolf, nicht eingenordet, Norden ist links

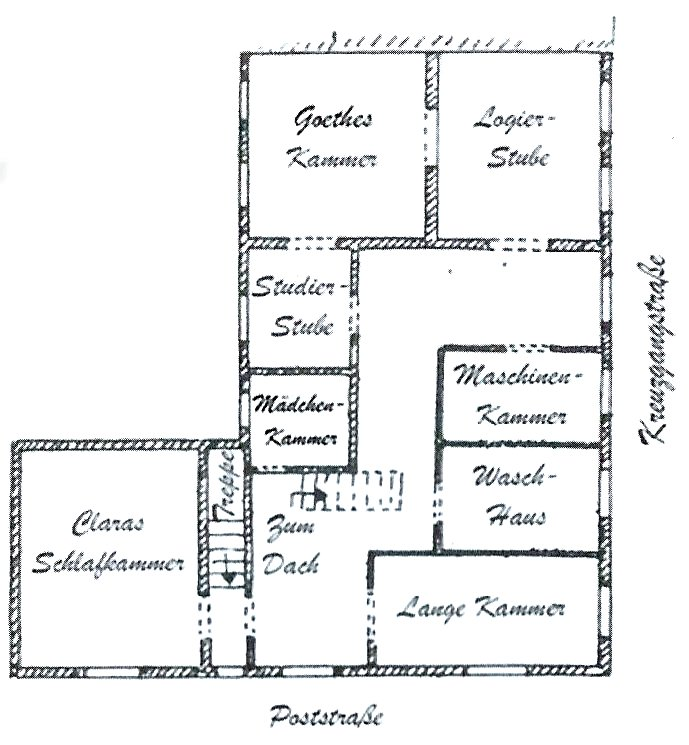
Grundriss des Obergeschosses in den 1840er Jahren, Zeichnung von Rudolf Wolf, nicht eingenordet, Norden ist links

Um 1840 bezog dann Wolf mit seiner Familie das Haus. So wuchs auch sein Sohn Rudolf Ernst Wolf, der spätere Gründer der Maschinenfabrik R. Wolf hier auf. Aus seinen Aufzeichnungen sind detailliertere Beschreibungen der damaligen Lebens- und Wohnsituation erhalten. Das Haus wird zu diesem Zeitpunkt als stark eingewohnt charakterisiert. Die Öfen waren zunächst überwiegend nicht funktionsfähig. Nach Reinigung und Maler- und Tapezierarbeiten konnte es jedoch bezogen werden. Auch das Dach wurde zum Teil erneuert. Die Hauseingangstür war durch einen mehrere Pfund schweren Riegel verschlossen, der erst später gegen einen Schnapper ausgetauscht wurde. Der Hausflur des Gebäudes wird in dieser Zeit als ständig eisig kalt beschrieben, da aufgrund der Enge der Kreuzgangstraße hier kein direktes Sonnenlicht hinfiel. Die Küche war primitiv ausgestattet. Sie hatte ein offenes Gossenloch sowie einen offenen Schornstein und wird als noch kälter als der Flur geschildert. Im Erdgeschoss befand sich zur Poststraße hin die sogenannte blaue Stube. Es war der beste Raum im Erdgeschoss. Diese Stube erhielt im Hochsommer auch etwas Sonnenlicht und wurde von der Familie Wolf in den ersten Jahren als Wohnzimmer genutzt. Die Decke war mit bemalten Segeltuch bespannt, um so das Gebälk zu verdecken. In dem so geschaffenen Zwischenraum hielten sich jedoch viele Mäuse und Ratten auf.
Südlich der blauen Stube befand sich ein Eckzimmer mit vier Fenstern, das als Gute Stube genutzt wurde. Die Familie Wolf schaffte hierfür Mahagonimöbel an. Tapeziert war der Raum mit einer gelben Tapete mit blauen und schwarzen Blumen. Die Fenster waren mit schweren, vom Tapezierer Heller angebrachten Gardinen behängt. Genutzt und geheizt wurde die Gute Stube, die gleich links vom Hauseingang aus zu erreichen war, nur selten. Durch die feuchten Bruchsteinwände hielt die Tapete nicht lange und auch die Möbel litten unter der Feuchtigkeit. Später wurde diese Stube geteilt. Der größere zur Poststraße gelegene Teil wurde Wohnzimmer, der kleinere Teil die neue Küche. Von der Küche her wurde so auch die Stube mit beheizt.
Nördlich der blauen Stube zur Poststraße hin lag die Schlafstube des Familienvaters, östlich hieran grenzte die Speisekammer an. Im oberen Geschoss befanden sich weitere Schlafräume, die aber nur als Holzverschläge ausgebaut waren. Zur Kreuzgangstraße hin richtete sich Rudolf Wolf eine kleine Werkstatt ein, die als Maschinenkammer bezeichnet wurde. Bemerkenswert schief war der Fußboden in der sogenannten Logierstube. Oberhalb dieser Räume war der Boden, auf dem sich eine Winde befand.
Östlich des Hauses befand sich ein Torweg, der auf den kleinen Hof des Anwesens führte. Der Torweg wurde auch zur Holzlagerung genutzt. In einer Weihnachtszeit in den 1840er Jahren brach in diesem Holzlager, verursacht durch unsachgemäß abgekippte Ofenasche, ein Feuer aus, das jedoch, bevor es größere Schäden verursachte, gelöscht werden konnte. Auf dem Hof befand sich eine Außentoilette.
Auf der Nordseite, der Rückseite des Hauses lag hinter dem Hof noch ein kleiner Garten. Er war mit einer Mauer zur Poststraße hin abgeschirmt. In der Mauer befand sich eine Gartenpforte. Zwischen Hof und Garten standen drei große Birnenbäume, am Ende des Gartens eine Gartenlaube. Ihre Rückwand war mit einem Leinwandgemälde des Malermeisters Löffler versehen.

### Umbau 1899
Ende des 19. Jahrhunderts gab es eine Initiative des Magdeburger Kunstgewerbevereins mit dem Ziel, die historische Bauweise des Hauses wieder zur vollen Geltung zu bringen. Teile des Fachwerks wie Ständer, Brüstungsriegel und Fußstreben waren zu diesem Zeitpunkt unter Putz und Farbe verborgen. Durch Untersuchungen des Putzes wurde der ursprüngliche Bauzustand ermittelt und versucht ihn wieder herzustellen. Im Jahr 1899 erfolgte dann ein entsprechender Umbau des Hauses. Dabei wurde insbesondere die südliche Giebelseite zur Poststraße hin neu gestaltet und vor dem Obergeschoss ein zweiachsiger Fachwerkerker angebracht. In der Geschichte des Hauses stellte dies eine neue Gestaltung dar, da historisch dort vor dem Durchbruch der Poststraße, kein freistehender Giebel bestand und danach nur eine schlichte Giebelwand. Man war bemüht, den so neu gestalteten Giebel in seiner Erscheinung der Gestaltung der Fassade zur Kreuzgangstraße hin anzupassen. Es entstand eine pittoreske Erscheinung, die das Gebäude zu einem beliebten Motiv machten. An der Seite zur Kreuzgangstraße hin wurden Putz und Farbe entfernt sowie die Schnitzereien aufgefrischt.
Auch in den 1910er Jahren befanden sich im Haus Dienstwohnungen für Lehrer des Domgymnasiums. In den 1930er Jahren wird der preußische Staat als Eigentümer angegeben. Genutzt wurde das Gebäude weiterhin als Wohnhaus für zwei Lehrerfamilien des Domgymnasiums.
Im Zweiten Weltkrieg wurde das Gebäude beim Luftangriff auf Magdeburg am 16. Januar 1945 zerstört. Es war als eines der letzten Zeugnisse der historischen Magdeburger Bebauung aus der Zeit vor der Zerstörung der Stadt im Jahr 1631 von besonderer Bedeutung. Noch heute werden Abbildungen des Hauses häufiger genutzt, um das historische Magdeburger Stadtbild darzustellen. Auf dem Etikett der Biermarke Sudenburger Pils ist das Haus Kreuzgangstraße 5 neben anderen bekannten Gebäuden wie dem Magdeburger Dom, dem Kloster Unser Lieben Frauen oder dem Rathaus Magdeburg abgebildet (Stand 2022).